# Annalisa Manera
Annalisa Manera (* 1974 in Bari, Italien) ist eine italienische Ingenieurwissenschaftlerin und Professorin für Reaktorsicherheit und Mehrphasenströmungen (Thermohydraulik) an der ETH Zürich.

## Werdegang
Manera wurde 1974 in Bari, Süditalien geboren. An der Universität Pisa studierte sie Kerntechnik und erwarb 1999 den Abschluss Master of Science „summa cum laude“. Ein Doktorat in Nukleartechnik folgte an der Technische Universität Delft in den Niederlanden.
Ihre erste Professur übernahm Manera 2011 in der Fakultät Nuclear Engineering and Radiological Sciences an der University of Michigan. Im Sommer 2021 übernahm Manera den Lehrstuhl für Nukleare Sicherheit und Mehrphasenströmungen an der ETH Zürich. Die Professur in Michigan ruht währenddessen.
Am Paul Scherrer Institut leitet Manera eine Gruppe zur Forschung im Bereich Thermofluiddynamik.
2007 wurde Manera Vorstandsmitglied der Schweizerischen Gesellschaft der Kernfachleute (SGK).

## Auszeichnungen
- 2021: Forschungsförderung in der Höhe von 500.000 Dollar durch die US-amerikanische Aufsichtsbehörde für Kernenergie NRC.[8]
- 2023: Bal-Raj Sehgal Memorial Award der American Nuclear Society für ihren Beitrag zu Werkzeugen für die Entwicklung von Kernreaktoren.[9]